# Adelphicos quadrivirgatum
Espèce
Synonymes
- Adelphicos quadrivirgatus Jan, 1862
- Rhegnops visoninus Cope, 1866
- Adelphicos visoninus (Cope, 1866)
- Rhegnops sargii Fischer, 1885
- Adelphicos sargii (Fischer, 1885)
- Adelphicos newmanorum Taylor, 1950

Statut de conservation UICN

 LC  : Préoccupation mineure
Adelphicos quadrivirgatum  est une espèce de serpents de la famille des Dipsadidae.

## Répartition
Cette espèce se rencontre au Mexique, au Belize, au Guatemala, au Honduras et au Nicaragua.

## Liste des sous-espèces
Selon The Reptile Database (22 janvier 2014) :
- Adelphicos quadrivirgatum newmanorum Taylor, 1950
- Adelphicos quadrivirgatum quadrivirgatus Jan, 1862
- Adelphicos quadrivirgatum sargii (Fischer, 1885)
- Adelphicos quadrivirgatum visoninus (Cope, 1866)

## Publications originales
- Cope, 1866 : Fourth contribution lo the herpetology of tropical America. Proceedings of the Academy of Natural Sciences of Philadelphia, vol. 18, p. 123-132 (texte intégral).
- Fischer, 1885 : Ichthyologische und herpetologische Bemerkungen. V. Herpetologische Bemerkungen. Jahrbuch der Hamburgischen Wissenschaftlichen Anstalten, vol. 2, p. 82-121 (texte intégral).
- Jan, 1862 : Enumerazione sistematico delle specie d'ofidi del gruppo Calamaridae. Archivio per la zoologia, l'anatomia e la fisiologia, vol. 2, p. 1-76 (texte intégral).
- Taylor, 1950 : Second contribution to the herpetology of San Luis Potosí. University of Kansas Science Bulletin, vol. 33, p. 441-457 (texte intégral).